# Abelater buechei
 Abelater buechei  ist eine Art der Gattung Abelater innerhalb der Schnellkäfer (Elateridae). Die Art wurde 2010 von Rainer Schimmel und Dariusz Tarnawski anhand einer Sammlung von Käfern in einem Waldgebiet auf der indonesischen Insel Sulawesi beschrieben und nach dem deutschen Zoologen Boris Büche aus Berlin benannt.

## Merkmale
Abelater buechei ist nur durch männliche Tiere bekannt, weibliche Käfer wurden noch nicht nachgewiesen. Es ist ein länglicher, keilförmiger und leicht gewölbter Käfer mit einer Körperlänge von 4,7 Millimeter und einer maximalen Breite von 1,3 Millimetern. Er ist bunt gefärbt mit einer gelblich-braunen Grundfarbe. Der Kopf und die Augen sind schwarz, die Antennen sind an den ersten vier basalen Gliedern gelb und danach braun. Das Scutellum ist rötlich, das Pronotum braun mit roter Vorderseite und gelben Hinterenden und die Elytren gelb.
Der Kopf ist dicht mit kreisförmigen Dellen punktiert, die Zwischenräume sind auf kleine Falten reduziert. Die Augen sind länglich und nur leicht hervorstehend. Die Antennen sind mit kurzen und borstigen Haaren besetzt. Sie bestehen aus 11 Segmenten und erreichen zurückgelegt die Hinterkante des Pronotums knapp. Das zweite und dritte Antennomer sind kurz und zylindrisch, beide zusammen sind etwas kürzer als das sehr lange vierte und auch jedes der folgenden Antennomere. Das fünfte bis zehnte Antennomer sind deutlich kürzer als das vierte Glied. Sie sind spindelförmig und apikal etwas verdickt, sie sind zudem mittig leicht gekielt. Das letzte Antennomer ist lang-eiförmig und kurz vor der Spitze abgeschrägt.
Das Pronotum ist glockenförmig und die Länge an der Mittellinie ist 1,15-mal länger als die Breite an der Hinterkante. Es ist leicht gewölbt und seitlich fast gerade, an der Basis erweitert es sich leicht. Die Vorderenden des Pronotums sind spitz und leicht auseinanderlaufend, sie besitzen einen kurzen Kiel, der seitwärts absteht und das vordere Drittel des Pronotum erreicht. Die Seiten besitzen vollständige Kiele, die sich nach dem ersten Drittel bauchwärts biegen. Das Pronotum besitzt eine dichte Punktierung mit flachen und leicht runzligen Zwischenräumen. Die Behaarung ist kurz und bürstenartig sowie kaum sichtbar, sie nimmt zur Mitte und zu den Seiten ab. Das Scutellum ist flach und keilförmig, an der Basis ist es nur sehr undeutlich gewölbt. Es ist an den Seiten gerade und an den Enden spitz. Die Oberseite ist flach mit feiner und kaum erkennbarer Punktierung, die Zwischenbereiche sind drei- bis viermal so weit wie der Durchmesser der Punkte. Der Prothorax, der Mesothorax und der Metathorax sind ebenfalls dicht mit einer kreisförmigen Punktierung bedeckt.
Die Beine sind schlank, mittellang und dünn, der Femur ist verdickt und die Tibiae sind mit kurzen und starren Borsten bestanden. Der Tarsus besteht aus fünf Tarsomeren, die in ihrer Größe abnehmen und eine einfache Kralle tragen. Er ist mit längeren und feinen Haaren bedeckt.
Die Flügeldecken (Elytren) sind keilförmig und flach, nach dem ersten Drittel verengen sie sich zum Hinterende. Die Enden sind spitz zulaufend und leicht gezahnt. Die Basis der Elytren ist etwas schmaler als das Pronotum, sie ist flach und am Scutellum leicht eingedrückt. Der vordere Bereich ist leicht aufgewölbt und durch die darunterliegenden Flügel zu Schultern erhoben. Die Rinnen der Elytren (Striae) besitzen einfache runde Punktierungen, die Erhebungen sind leicht rippenartig und fein punktiert. Der Aedeagus, das männliche Begattungsorgan, ist artspezifisch geformt mit einem nahe dem Ende median verdickten Lobus, der die Enden der Paramere erreicht.
Abelater buechei entspricht in seinem Aussehen dem 2004 von Schimmel beschriebenen Abelater rurukanensts, kann von diesem aber aufgrund der breiteren und längeren Flecken auf den Elytren, der Punktierung des Pronotum und der Form des Aedeagus unterschieden werden.

## Verbreitung und Lebensweise
Über die Lebensweise der Art liegen keine Informationen vor. Der Holotyp wurde bei einer Sammlung nach einer Laubbegasung für den Vergleich einer Kakaoplantage und eines Primärwaldgebietes im Zentrum der Insel Sulawesi in Donggala in der Provinz Sulawesi Tengah durch den niederländischen Zoologen Merijn M. Bos gesammelt. Der Käfer stammt dabei aus dem Primärwald. Das Gebiet liegt etwa 750 bis 1000 Meter über dem Meeresspiegel.

## Systematik
Abelater buechei wurde als eigenständige Art der Gattung Abelater innerhalb der Schnellkäfer (Elateridae) beschrieben. Dabei benannten sie die Erstbeschreiber Rainer Schimmel und Dariusz Tarnawski nach Boris Büche, der ihnen den Holotypen zur Bestimmung als Teil der Sammlung von Merijn M. Bos zur Verfügung stellte. Sie beschrieben neben Abelater buechei acht weitere Arten der Tribus Megapenthini aus dieser Sammlung im Rahmen der Erstbeschreibung, darunter Abelater bosi.

## Belege
1. 1 2 3 4 5 6 7 8 9 10  Rainer Schimmel, Dariusz Tarnawski: New and Little Known Species of the Tribe Megapenthini Gurjeva, 1973 (Coleoptera: Elateridae) from Sulawesi. Annales Zoologici 60(3), 2010; S. 325–336. doi:10.3161/000345410X535325.